# Віньєтка

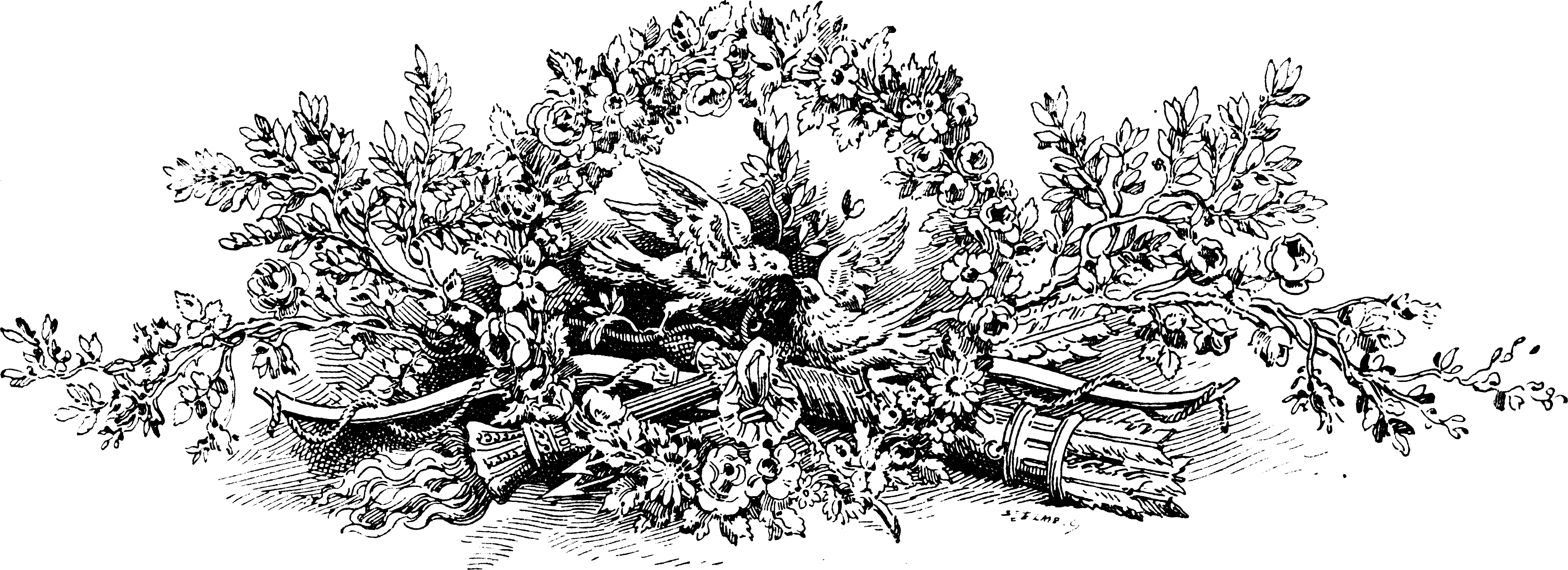

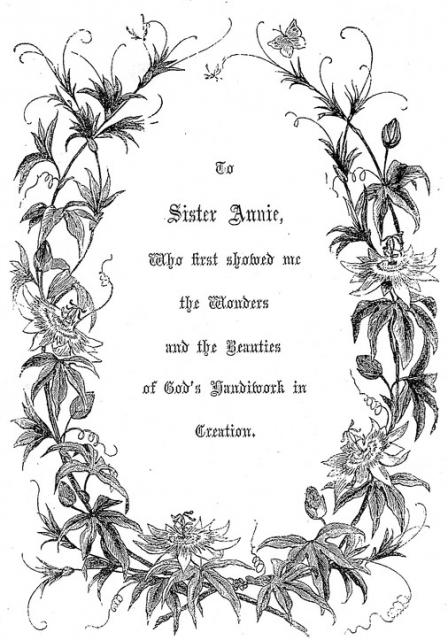

Віньє́тка (фр. vignette, зменшувальна форма від vigne — «виноградна лоза») — прикраса на фото, у книзі або рукописі: невеликий малюнок або орнамент на початку або в кінці тексту. Невелика орнаментальна або сюжетна композиція, яка передує тексту на зразок заставки або завершує його, виконуючи функцію кінцівки. Крім того, віньєтки можуть бути використані і в самому тексті, як прикраси кутових частин сторінки.
Зазвичай сюжетом для віньєток є рослинні мотиви (часто фантастичного й казкового змісту), абстрактні зображення, рідше — зображення людей і тварин. На відміну від ілюстрацій, віньєтка жодним чином не повинна відвертати увагу читача від тексту, її завдання — надання книзі художньо-оформленого вигляду. Кажучи сучасною мовою, віньєтка — елемент дизайну.